# Berta Foersterová
Berta Foersterová-Lautererová, někdy uváděná jako Bertha Lauterer, (11. ledna 1869 Praha – 9. dubna 1936 Praha), operní pěvkyně - sopranistka činná především v Německu. Byla první manželkou skladatele Josefa Bohuslava Foerstera.

## Život
Berta Lautererová se narodila 11. ledna 1869 v Praze do rodiny obchodníka. V letech 1883–1887 studovala zpěv na Pražské konzervatoři.
Jako sólová zpěvačka debutovala v pražském Národním divadle roku 1887 v roli Lidunky ve Weberově Čarostřelci, získala angažmá a působila zde až do roku 1893. V Národním divadle zpívala např. Desdemonu při české premiéře Verdiho opery Othello a Taťánu při české premiéře Evžena Oněgina pod taktovkou samotného Petra Iljiče Čajkovského. Objevila se také ve světové premiéře Dvořákově Jakobínovi v roce 1889.
V roce 1888 se Berta Lautererová v pražském kostele svatého Vojtěcha provdala za Josefa Bohuslava Foerstera.
V roce 1893 ji Gustav Mahler angažoval do Hamburské státní opery, kam se oba manželé Foersterovi dočasně přestěhovali. Richard Wagner o Bertě prohlásil, že je to "žena obdivuhodného nadání, a intelektu". V této době patřila k nejvýše oceňovaným sopranistkám. Proto ji Mahler znovu angažoval (1901) do Dvorní opery ve Vídni. V říjnu roku 1905 se manželům Foersterovým narodil syn Alfred. Berta v roce 1913 ukončila svou divadelní kariéru.
Po vzniku Československa se s manželem a synem vrátila do Prahy a věnovala se především synovi Alfredovi. Vystupovala již jen koncertně. Syn Alfred však v roce 1921 zemřel jako šestnáctiletý na horečnaté onemocnění.

## Závěr života
Berta Foersterová zemřela 9. dubna 1936. 23. prosince téhož roku se Josef Bohustlav Foerster oženil s Olgou Dostálovou-Hilkenovou.